# Danubio Fútbol Club
Danubio Fútbol Club es un club de fútbol, con sede en la Curva de Maroñas de la ciudad de Montevideo, Uruguay. Fue fundado el 1 de marzo de 1932 y juega en la Primera División de Uruguay
Obtuvo 4 campeonatos uruguayos de Primera División: el 1988, 2004, 2006/07 y 2013/14.
Además, participó en numerosas ocasiones de torneos continentales, destacándose especialmente en la Copa Libertadores de 1989, en la que llegó a semifinales por única vez.

## Historia

### Antecedentes
A comienzos de la década de 1930, la Curva de Maroñas era aún una zona semirrural, aledaña a Montevideo, que tenía escasas calles pavimentadas de hormigón. En ese marco, un grupo de niños que concurría a la Escuela Pública “República de Nicaragua”, la única que había en la zona por aquellos años, quisieron tener su propio equipo de fútbol. Conformado el equipo, se resuelve adoptar el nombre de “Tigre”. Sin posibilidad de indumentaria adecuada, cada jugador se procuró una camisa blanca, a la cual Doña María Mincheff de Lazaroff le cosió un detalle negro a la altura del corazón. El debut, ante el equipo de niños de la Plaza de Deportes de La Unión resultó con una derrota por 1 a 0 pero no se amedrentaron y comenzaron a planear la revancha.

### Fundación y colores
El reinicio del año escolar, el 1 de marzo de 1932, quedó para siempre como simbólica fecha de fundación. Decidieron que había que conseguir camisetas y bautizar nuevamente al equipo: para financiar las camisetas realizaron una rifa y los colores fueron a proposición de Alcides Olivera, quien adquirió 10 números de aquella rifa con la única condición que las casacas fueran a rayas verticales blancas y negras, tal como la camiseta del Montevideo Wanderers, el campeón uruguayo de 1931. Mientras que el nombre fue finalmente sugerido por la madre de los Lazaroff, de origen búlgaro, quien quiso homenajear al río que baña su patria natal. En 1933, se tomaron revancha ante la Plaza de Deportes de La Unión y vencieron 2:0.

### Ligas barriales y aparece "la franja"
Desde entonces, ese grupo de niños fue creciendo y participando en distintas ligas barriales. En 1936, al integrar la Liga de Parque Rodó, modifica la camiseta por similitud con otro equipo, apareciendo por primera vez la tradicional camiseta blanca con diagonal negra, aunque luego de ese año vuelve a usar la camiseta a franjas la cual se utilizó hasta antes de comenzar la Rueda Final del Campeonato Uruguayo de la Extra de 1942, cuando se adoptó definitivamente la actual casaca. Se consagró campeón en las ligas Parque Rodó, Cordón, Barrio Olímpico, Reducto y Centenario.
El 8 de marzo de 1941 se inscribe en la AUF para participar de la Extra.
Al siguiente año, previo al comienzo de actividades, asumió como Presidente quien sería luego, una leyenda danubiana, Hugo Forno. Aquella Directiva se propuso como meta el ascenso a Intermedia, por ello, reforzaron al plantel
convenientemente formándose un equipo que no paró de ganar y lograron el objetivo.

### Divisionales de ascenso
Ya utilizando definitivamente la tradicional camiseta de la franja negra, con la misma base y algunas incorporaciones se conformó el plantel para afrontar la nueva divisional. Danubio, ganó los tres torneos que se disputaron en la temporada, “Preparación” “Campeonato Uruguayo” y “Copa de Honor”. El pasaje de Danubio por la “Intermedia” fue fugaz y espectacular, obteniendo invicto el campeonato uruguayo. Debutando el 4 de junio de 1944, por el Torneo Preparación “Copa Brasil”, ante Fénix en cancha de Bella Vista., ascendiendo a Primera "B". Danubio continuó jugando en la principal divisional de ascenso hasta 1947, cuando logra el ascenso a Primera División.

### Primera división
El debut oficial de Danubio en la “A”, ocurrido el 25 de abril de 1948, por el Torneo Competencia. Derrotó a Peñarol, que hasta ese instante se mantenía invicto a través de más de 30 partidos disputados. Danubio se clasificó en tercer lugar detrás de los dos equipos "grandes". Las inmediatas temporadas tuvieron a Danubio como protagonista destacado, para culminar en 1954, con sólo siete temporadas en el círculo máximo, como Subcampeón del Campeonato Uruguayo. La Franja mantuvo buenas actuaciones y, en el siglo XX, solo en dos ocasiones se vio obligado a descender a Primera "B" (1959 y 1969), regresando en ambas oportunidades a la siguiente temporada. Desde aquel último ascenso en 1970, Danubio permaneció en Primera División hasta que, en el Campeonato Uruguayo del 2020, volvió a descender a la Segunda División Profesional, 51 temporadas después.
En 1975, obtiene el Subcampeonato en la Liguilla Pre-Libertadores de América, hecho que repetiría en la edición de 1977, agregándole en esta oportunidad, la clasificación - por primera vez- a la Copa Libertadores de América. Cuatro años después, repite un vicecampeonato, esta vez en el "Torneo República", campeonato de carácter nacional, ya que intervinieron en él selecciones del interior del país.

### Década del '80
A partir de la década del '80 llegarían las grandes conquistas. Logra el segundo lugar en el Torneo Copa de Oro, y al año siguiente el primer lugar en la Liguilla Pre-Libertadores de América (1983). Se consagró por primera vez campeón uruguayo el 27 de noviembre de 1988, ganando 18 partidos, empatando 4 y perdiendo 2, totalizando el 83% (40 sobre 48) de los puntos. Convirtió 52 goles y le convirtieron 18. Totalizó 40 puntos, 9 más que sus inmediatos perseguidores. Al año siguiente, se produjo hasta el momento la mejor participación danubiana en la Copa Libertadores de América, donde el equipo avanzó hasta semifinales, derrotando a los dos "grandes" de Uruguay. En fase de grupos a Peñarol por 4 a 1 en el Estadio Centenario, y luego en segunda fase dejando eliminado al en ese momento último campeón, el Club Nacional de Football, empatando el primer partido a cero para luego vencerlo también en el Centenario por 3 a 1. Luego derrotaría al Club de Deportes Cobreloa por 2 a 0 en Chile, y luego 2 a 1 en el Centenario. Finalmente caería derrotado ante Atlético Nacional de Medellín que luego se consagraría campeón de esa edición de la Copa.

### SigloXXI
En el siglo XXI ganó los campeonatos Apertura 2001 y Clausura 2002, pero perdió ambas finales por el Campeonato Uruguayo ante el Club Nacional de Football. Participó en las ediciones 2002 y 2003 de la Copa Sudamericana. En el año 2004 obtuvo nuevamente el Clausura 2004, derrotando esta vez a Nacional en las finales y consagrándose Campeón Uruguayo. Ese mismo año también disputó la Copa Sudamericana 2004 y al siguiente la edición 2005.
El tercer campeonato uruguayo llega en la temporada 2006-07, dirigido técnicamente por Gustavo Matosas.
En la segunda parte del año se disputó el Torneo Apertura y Danubio jugó 15 partidos, de los cuales ganó 11, empató 1 y perdió 3. Convirtió 36 goles y recibió 17, totalizando 34 puntos. El torneo se peleó fundamentalmente con Peñarol y casualmente debieron enfrentarse en la última fecha, los aurinegros llegaban al compromiso con 2 puntos de ventaja, por lo cual con solo empatar obtenían el título. Danubio comenzó perdiendo por 1 a 0 pero terminó ganando 4 a 1, partido que es recordado como el "Centenariazo Danubiano"[cita requerida].
Al obtener el Torneo Apertura la dirigencia entendió que la posibilidad de lograr el Campeonato Uruguayo era grande, decidiéndose entonces, hacer un esfuerzo económico a fin de intentar conseguir el tricampeonato uruguayo. En primera instancia, se procedió a la ampliación del contrato con el Cuerpo Técnico, asimismo, se renovaron los contratos con Jadson Viera y con Raúl Ferro, mientras que se incorporaron Martín Góngora (arquero) y los delanteros colombianos Eudalio Arriaga y Jeffrey Díaz. A su vez, se alejaron Jorge Anchén, Luciano Barbosa, Miguel Ximénez, Edison Cavani transferido al Palermo y Juan Salgueiro que se vinculó a un club mexicano.
Tal vez, sin alcanzar el nivel de fútbol conseguido en el Apertura, Danubio igualmente continuó a paso firme liderando casi siempre el torneo Clausura. En la penúltima fecha consiguió la Tabla Anual, lo cual no solo demostró ser el equipo más regular del año sino que le otorgaba ventajas en posibles finales por el “Uruguayo”. En definitiva, en el Clausura igualó el primer lugar con el club Peñarol, por tanto debió jugarse un cotejo definitorio. El partido se disputó en el Estadio Centenario, Danubio comenzó perdiendo, logrando empatar a poco del final con gol de Hamilton Ricard, quien pocos minutos después fue expulsado. Esto causó que Danubio tuviera que afrontar todo el alargue con un hombre de menos. Al concluir el mismo sin variarse el marcador, se debió definir por penales, logrando Danubio la victoria por 4 a 3. Por el Torneo Clausura, Danubio jugó 15 partidos, de los cuales obtuvo la victoria en 10, empató 2 y cayó en 3. Anotó 26 tantos y recibió 10. Totalizando 32 puntos.
Danubio no solo ganaba el Clausura, sino también, al haberse ganado el Apertura, el título de Campeón Uruguayo, por tercera vez en la historia. De esta manera, el equipo de la franja igualaba lo conseguido por Nacional en 1998, siendo los únicos dos clubes en lograr los dos torneos en disputa desde la implantación del sistema de Apertura y Clausura en el año 1994.
En el año 2013, Danubio disputaría el torneo Apertura, coronándose campeón del mismo luego de arrebatarle el primer puesto a Nacional que hasta la última fecha iba primero.
En el torneo Clausura todo sería distinto, aunque Danubio ya tenía una plaza en la final del uruguayo, no sería el mismo. Wanderers venía haciendo una campaña espectacular coronándose campeón del Clausura y de la tabla Anual.
Esto significaría que Wanderers tuviera ventaja deportiva, disputándose así una semifinal en el Estadio Luis Franzini en la cual si Wanderers ganaba saldría campeón del uruguayo. El mismo venía jugando buen fútbol y derrotando a sus rivales, sin embargo llegaría un partido diferente en donde el técnico de Danubio, Leonardo Ramos, en ese tiempo plantearía una presión importante durante casi todo el transcurso del cotejo. Finalmente los de la curva ganarían con un rotundo 3 a 0 frente a Wanderers. Así Danubio consiguió la final sin ventaja deportiva para ninguno de los dos.
En la primera final no existió el mismo partido Danubio y Wanderers, el cual no se sacaron diferencias dejando un resultado de 0 a 0.
La segunda final algo estaba claro, habría un campeón, Danubio comienza ganando el partido con un gol de Leandro Sosa en el primer tiempo, dejando a Danubio un gol arriba. Para el segundo tiempo Wanderers empatada el cotejo jugando un mejor fútbol pero de manera equilibrada para los dos. Con el resultado parcial empatado en uno.
En el alargue vendría lo mejor del partido, ya era un partido diferente, los dos eran cuadros en desarrollo que disputaban una final, y eso anteriormente nunca había sucedido.
Wanderers logra el segundo gol en la primera parte del alargue, dejando así el resultado a favor de los mismos. Para el segundo tiempo del alargue existiría uno de los momentos épicos del campeonato, con varios expulsados y Wanderers jugando un mejor fútbol contraatacó a la franja, desperdiciando muchas oportunidades, y es así que faltando poco para el final Camilo Mayada con una notable salida desde su campo, logra pasarse varios rivales tirando al arco, y en un rebote logra interceptarla de chilena convirtiendo en gol del empate. Así se irían a penales obteniendo el campeonato uruguayo el equipo franjeado; sumando así su cuarto título convirtiéndose en tetracampeón del torneo.
En la temporada 2020, tras empatar 2 a 2 vs. Deportivo Maldonado en la penúltima fecha por un gol agónico de César Pereyra, se consumó su tercer descenso a la Segunda División Profesional. El 24 de noviembre de 2021, tras ganarle un partido decisivo a Defensor Sporting en la última fecha, Danubio consigue el ascenso directo a la Primera División Profesional al terminar en el segundo puesto, este partido dictamina un quiebre entre ambos equipos, ya que era un partido de total trascendencia para los clubes que en los últimos años se le otorga partido "clásico". En su retorno a la primera división en la temporada 2022  finalizaría en el octavo puesto, clasificándose a la Copa Sudamericana. En 2023  por a nivel internacional en la copa sudamericana vencería en la fase preliminar, a su clásico rival Defensor Sporting, en un partido único eliminatorio 4-3 en penales, tras empatar 0-0 en el partido. Más adelante compartiría la fase de grupos con Guaraní de Paraguay, Emelec de Ecuador y  Huracán de Argentina, finalizado 3.º de su grupo  eliminado la competencia, donde vencería 2-0 al conjunto ecuatoriano y 1-0 al argentino. finalizaría nuevamente en la octava posición nuevamente clasificándose a la Copa Sudamericana. 

## Símbolos

### Escudo y bandera
Tanto la bandera como el escudo de Danubio están compuestos por un fondo blanco con una franja negra. En el caso del escudo, en la parte superior hay una banda blanca en la que aparece la inscripción "D.F.C." (Danubio Fútbol Club) en negro, mientras que en la bandera las iniciales del club aparecen en la misma franja negra que la conforma, en color blanco.

## Uniforme

### Uniforme titular
Cuando el equipo fue bautizado como Tigre, la primera camiseta, surgió gracias al aporte de cada jugador de una camisa blanca, a la cual doña María (madre de los Lazaroff) le cosió un detalle negro a la altura del corazón. Al refundar el equipo (Danubio) se debió financiar la indumentaria realizando una rifa. Alcides Olivera, hermano mayor de dos de los fundadores, adquirió 10 números, con la condición de que las camisetas fueran idénticas a las de Wanderers. 
Fue así que, la primera camiseta oficial de Danubio fue a rayas verticales blancas y negras como la de los bohemios, y la cambió, por primera vez, en 1936 en el torneo de la Liga Parque Rodó, pues el club organizador del campeonato así lo exigió. 
Sin querer cambiar los colores, se optó por el diseño de la camiseta blanca con la diagonal negra.
Finalizado este torneo, Danubio volvió a usar la camiseta anterior, la cual utilizó hasta antes de comenzar la rueda final del campeonato uruguayo de la divisional Extra de 1942, cuando se adoptó definitivamente el diseño de la actual. 
Danubio, desde aquel año utiliza la clásica camiseta blanca con franja negra transversal que nace del hombro izquierdo, salvo algunos años en que la banda fue cambiada de hombro (no se sabe la razón). 
La era de las marcas deportivas se inicia 1982, cuando la fábrica de ropa “Lee” comienza a vestir los planteles danubianos, con un destaque importante de la marca en la casaca, vínculo que dura por más de diez años. 
Recién en el año 1994, surgen dos novedades importantes, se cambia la marca que pasa a ser la argentina “Nanque” y aparece por primera vez como un verdadero patrocinador la empresa de repuestos “Cymaco”, con la novedad que el diseño de la casaca suprime la franja en la espalda.
| Primer uniforme | (Ver evolución) | Uniforme actual |  |

### Uniforme alternativo
Cuando surgió la necesidad de tener camiseta de alternativa, Danubio optó por una camiseta que es absolutamente inversa a la original (negra con franja blanca), la cual es reconocida como la clásica camiseta de alternativa del club. 
A partir de 2005, el club fue exigido a presentar una tercera camiseta para enfrentar a equipos albinegros tales como el propio Wanderers o Miramar Misiones. 
Entonces, apareció una camiseta verde con franja blanca. 
Esta camiseta fue abandonada por cuestión de cábala, ya que se la consideró de mala suerte (fueron malos los resultados con esta vestimenta).
Allí surgió la roja con banda blanca como tercer uniforme. 
En 2012 Danubió homenajeó a la selección uruguaya con una camiseta celeste. 
En 2014, la empresa Umbro introdujo una camiseta negra con franja gris como primer alternativa, y una roja con banda negra como segunda alternativa.
| Primer uniforme | (Ver evolución) | Uniforme actual |  |

### Proveedores y patrocinadores
| Período       | Logo    | Proveedor  |
| ------------- | ------- | ---------- |
| 1932-1982     | Ninguno | Ninguno    |
| 1982-1993     |         | Lee        |
| 1994-1996     |         | Nanque     |
| 1996-1998     |         | Ennerre    |
| 1998-2000     |         | Diadora    |
| 2000-2004     |         | Ennerre    |
| 2005          |         | Clas'Sport |
| 2006-2007     |         | Podium     |
| 2008-2009     |         | MGR Sport  |
| 2009-2010     |         | Joma       |
| 2010-2011     |         | MGR Sport  |
| 2011-2014     |         | Mass       |
| 2014-2017     |         | Umbro      |
| 2018-2021     |         | Luanvi     |
| 2021-2022     |         | Umbro      |
| 2023-2025     |         | MGR Sport  |
| 2025-presente |         | Tiffosi    |

| Período   | Patrocinador        |
| --------- | ------------------- |
| 1932-1993 | Ninguno             |
| 1994-1996 | Cymaco              |
| 1996-1998 | Bril                |
| 2000-2004 | Ta-Ta               |
| 2005-2009 | Ricard              |
| 2010-2011 | Zanella             |
| 2011-2013 | Asociación Española |
| 2018      | Dukita              |
| 2021-2022 | Fucerep             |

| Período       | Patrocinador |
| ------------- | --- |
| 1994-1996     | Nanque |
| 1996-1998     | Diadora |
| 2000-2004     | Ta-Ta |
| 2005-2009     | Ricard Agencia Central |
| 2009-2014     | Antel Nativa |
| 2014-2015     | Antel EGA Maroñas Entertainment Salgado |
| 2016-2017     | Asociación Española Rutas del Plata Redpagos Antel |
| 2017          | Antel Sinteplast Archivado el 29 de septiembre de 2022 en Wayback Machine. Brackets Redpagos Asociación Española Archivado el 29 de septiembre de 2022 en Wayback Machine. |
| 2018          | Antel Sinteplast Archivado el 29 de septiembre de 2022 en Wayback Machine. Rutas del Plata Planet Travel Asociación Española                                               |
| 2019-2021     | Antel EGA Rutas del Plata Asociación Española |
| 2021-presente | Antel EGA Rutas del Plata Asociación Española Montevideo COMM Olmos |

## Infraestructura

### Estadio

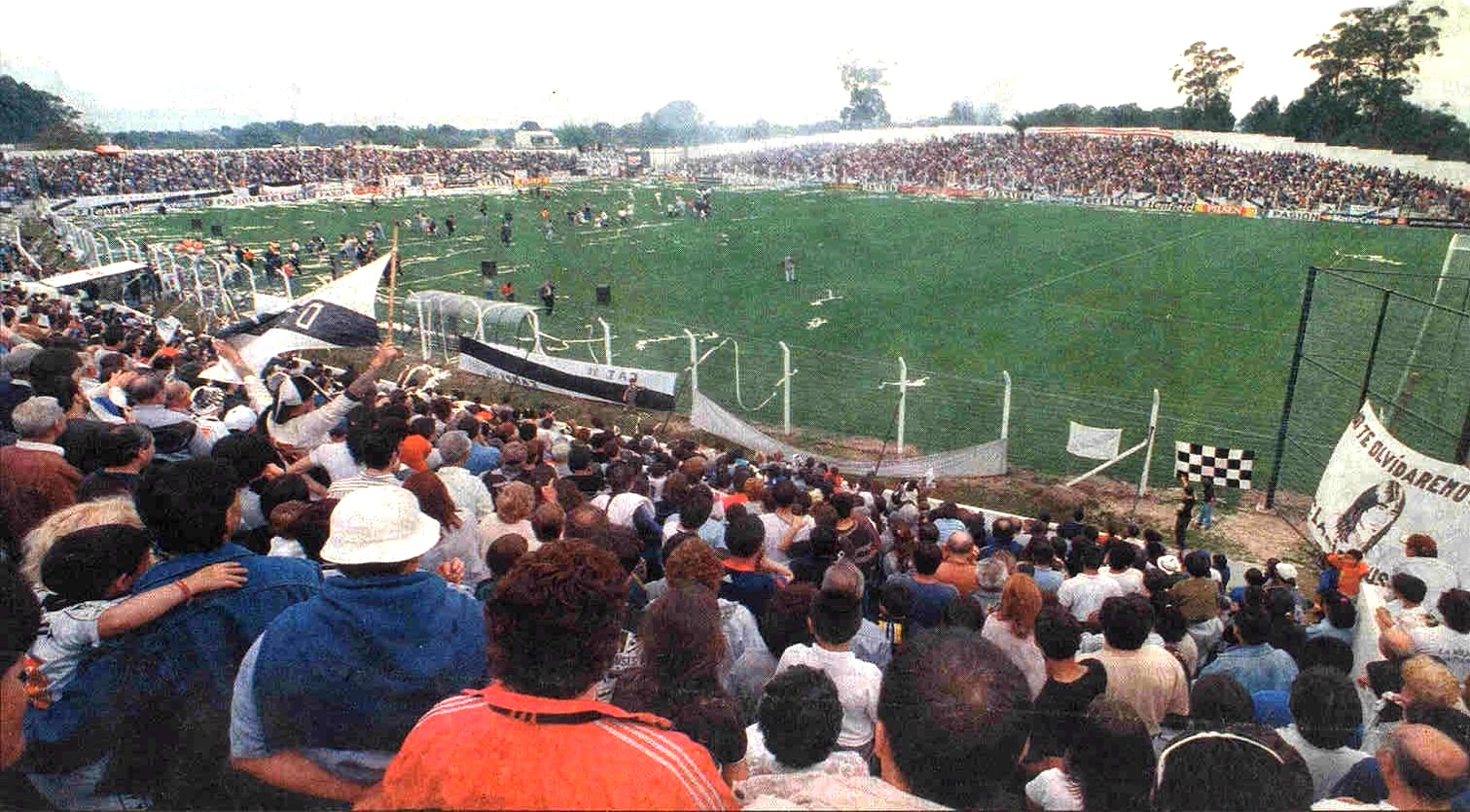
El Estadio Jardines del Hipódromo María Mincheff de Lazaroff el día de su reinauguración.

El estadio de Danubio, llamado Estadio Jardines del Hipódromo María Mincheff de Lazaroff fue inaugurado en 1957, y está ubicado en un barrio de la ciudad de Montevideo, del que toma su nombre: barrio Jardines del Hipódromo, un barrio al noreste de la ciudad donde antes había una plaza central a ese barrio-jardín.
La obra, cuyos planos fueron confeccionados honorariamente por el Arq. Luis A. Torres, con la colaboración del Arq. Juan A. Gazzano ha pasado por varias etapas de renovación y restructura. En mayo de 2017, los socios de Danubio votaron agregarle al estadio el nombre de María Mincheff de Lazaroff, madre de Miguel y Juan Lazaroff, cofundadores del club. Al momento cuenta con capacidad para 18.000 personas.
43 años más tarde, se logró completar Jardines construyéndose la tribuna lateral faltante, realizada de hormigón armado y con una capacidad de 4500 personas sentadas. Además, se re-hizo íntegramente la cancha, incorporando un sistema de drenajes y riego subterráneo y colocándole un vallado perimetral al escenario. El costo de las obras fue de aproximadamente US$ 350 mil.
El festejo de reinauguración, el 22 de octubre del año 2000, contó con el partido correspondiente a la 11.ª fecha del Clausura de ese año, entre Danubio y el club Juventud. Los fundadores del Club, Juan Lazaroff y Armando Olivera, dieron el puntapié inicial del encuentro que terminó empatado a 1.
En el año 2006 y con el fin de acondicionar el estadio para poder jugar allí torneos internacionales, se rehízo la construcción civil y la eléctrica, se construyeron a nuevo el vestuario local, el visitante y el que corresponde a los jueces, se hicieron nuevas cabinas de prensa y se reformó el Palco Oficial con nuevos sanitarios. Los arquitectos Fernando De Pablo y José Luis Mazzeo confeccionaron honorariamente los planos de la obra y se encargaron de dirigir la obra conjuntamente.
Una de las características más peculiares de este estadio, es que a pesar de las reformas y avances que ha sufrido con el correr de los tiempos, aún conserva una palmera natural (símbolo del estadio) en una de las tribunas laterales.

### Sede Social
Inaugurada en el año 1977, está ubicada en la Av. 8 de octubre de 4584.
Fueron varios los locales que se utilizaron y hasta la casa o negocio de algún dirigente, recién en 1950, Danubio alquila una gran casa quinta ubicada en Av. 8 de octubre de 4790 que funcionó hasta 1965 cuando mediante una abultada indemnización debió abandonarla y de inmediato la Comisión Directiva cierra trato de compra del predio donde se ubica actualmente la sede social.
En abril de 1966 se escrituró la compra del predio adquirido, sito en Av. 8 de octubre N.º 4584, por el precio convenido de $ 675 950, de aquella época, escritura que estuvo a cargo del Esc. Dr. Dante Russo Neves quien como siempre donó los honorarios que le correspondían.
Construido el local provisorio con frente a la calle Dr. Capdehourat, el Arq. Arquímedes Manta Santoro confeccionó los planos de la amplia edificación a levantarse, proyectada inicialmente de cuatro plantas, la primera destinada a locales comerciales a ser vendidos para financiar el costo. La piedra fundamental fue colocada el 12 de octubre de 1973.
En 1992, en el predio donde se ubicaba el "caño" (que se usó como concentración y vivienda de jugadores) se construyeron dos canchas techadas de pádel, y junto a éstas, una moderna confitería con parrillero, además de parquizarse el resto del terreno. Años después las canchas de pádel fueron transformadas en una de fútbol cinco y en la actualidad se está estudiando la posibilidad de construir habitaciones y demás comodidades para los futbolistas juveniles que provengan del interior del país.
En el año 2008, se reformó totalmente el piso superior construyéndose una sala de recepción con sala de trofeos, modernas oficinas para los funcionarios y una sala de reuniones, además todas estas áreas fueron equipadas con mobiliario de última generación.

## Características del club
- Cuenta con participaciones en la Copa Libertadores de América en los años 1978, 1984, 1989, 2005, 2007, 2008, 2015 y 2019. En el año 1989 fue eliminado en semifinales por el equipo que a la postre se consagraría campeón de dicha edición, el Atlético Nacional de Medellín.
- Su clásico actual es contra Defensor Sporting, con quien rivaliza por el puesto del "Tercer grande", en lo que es considerado el partido más importante entre clubes en desarrollo y un "clásico moderno", ya que el mismo surge en los últimos 10 años, primero a través de una rivalidad en categorías juveniles y luego trasladado al fútbol principal.
- Su clásico de barrio es contra Villa Española, pero la rivalidad es poca.
- Danubio es el único club que se ha consagrado campeón de todas las categorías del fútbol uruguayo, ingresando desde la categoría más baja (Divisional Extra).
- Danubio -al igual que Defensor- dio la vuelta olímpica en seis canchas distintas: lo hizo en el Méndez Piana, en Jardines, en Capurro, en el Centenario, en el Gran Parque Central y en el Suppici de Colonia. Además, en este último escenario mencionado, fue el primer equipo en dar una vuelta olímpica en el interior del país.
- Disputó en 11 ediciones la Copa Sudamericana (2002, 2003, 2004, 2005, 2007, 2012, 2014, 2015, 2017, 2023 y 2024). En todas ellas fue eliminado en el primer cruce (2 veces por Nacional y 1 por Peñarol, Defensor Sporting, Tacuary, Olimpia, Deportivo Capiatá, Universidad Católica y Sport Recife).[8]

## Hinchada
La hinchada de Danubio tiene rivalidad con la de Defensor Sporting, la cual se inició en las competiciones de los planteles de formativas –en los años 90– y se trasladó posteriormente a los enfrentamientos entre los planteles principales. Estos encuentros son conocidos como El Clásico de los Medianos, en alusión a la superioridad histórica que tanto Defensor como Danubio poseen sobre los restantes equipos de Uruguay (a los que se les denomina "chicos"), pero a la inferioridad que presentan al lado de los logros deportivos de Nacional y Peñarol (llamados "grandes").
En los últimos años, se han registrado incidentes entre los grupos radicales de ambas parcialidades.

## Futbolistas
Desde su fundación, Danubio ha tenido entre sus filas a grandes jugadores tales como Diego Perrone (máximo goleador de Danubio con 72 tantos), Carlos Romero (el que más encuentros disputó en el club, superó los 400 partidos), Juan Burgueño, Ernesto Lazzatti, Raúl Bentancor, Alfonso Auscarriaga, Julio Maceiras, Urbano Rivera, Héctor Argenti, Carlos Correa, Fernando Rodríguez, Néstor Carballo, Héctor Silva, Araquem de Melo, Lorenzo Carrabs, Sergio Santin, Eliseo Rivero, Nelson Alaguich, Rubén Sosa, Javier Zeoli, Gustavo Dalto, Eber Moas, Rubén Da Silva, Edgar Borges, Julio Rodríguez, Álvaro Recoba, Inti Podesta, Marcelo Zalayeta, Cristhian Stuani, Fabián Carini, Ernesto Chevantón, Jadson Viera, Pablo Lima Olid, Edinson Cavani, Ignacio González, Walter Gargano, José María Giménez, Camilo Mayada, Marcelo Saracchi, Cristian González.[cita requerida]

### Altas y bajas
| Altas            | Altas         | Altas            | Altas   | Altas |
| Jugador          | Posición      | Procedencia      | Tipo    |       |
| ---------------- | ------------- | ---------------- | ------- | ----- |
| Máximo Cabral    | Mediocampista | Rocha            | Libre.  |       |
| Franco Faría     | Mediocampista | Cerro            | Libre.  |       |
| Nicolás Rossi    | Delantero     | Peñarol          | Cesión. |       |
| Vilington Branda | Delantero     | Deportivo Cuenca | Cesión. |       |
| Gonzalo Bueno    | Delantero     | Pontevedra       | Libre.  |       |
| Mauro Zárate     | Delantero     | Cosenza          | Libre.  |       |

| Bajas              | Bajas         | Bajas          | Bajas        | Bajas |
| Jugador            | Posición      | Destino        | Tipo         |       |
| ------------------ | ------------- | -------------- | ------------ | ----- |
| Mateo Ponte        | Defensa       | Botafogo       | 1,80 mill. € |       |
| Fránco González    | Mediocampista | Peñarol        | 1,85 mill. € |       |
| Maximiliano Añasco | Delantero     | Rampla Juniors | Cesión.      |       |
| Emiliano Garcia    | Delantero     | Sud América    | Cesión.      |       |
| Guillermo May      | Delantero     | Newell's       | Traspaso.    |       |
| Jonatan Álvez      | Delantero     | Libre          | Libre.       |       |

### Jugadores internacionales
Nota: en negrita jugadores parte de la última convocatoria en la correspondiente categoría.
| Selección | Categoría | # | Jugador(es)                  |
| --------- | --------- | - | ---------------------------- |
| Uruguay   | Sub-17    | 1 | Mateo Peralta                |
| Uruguay   | Sub-20    | 2 | Franco González, Mateo Ponte |

## Entrenadores

### Cronología 1941-2024
Entre 1941 y 2021 han dirigido al Danubio un total de 64 entrenadores.
| Entrenador           | Período   |
| -------------------- | --------- |
| Ricardo Faccio       | 1941-1946 |
| Rinaldo Daverio      | 1947      |
| Hugo Bagnulo         | 1947-1951 |
| Alejandro Morales    | 1951-1953 |
| Juan Carlos Corazzo  | 1954-1955 |
| Roque Maspoli        | 1956      |
| Segundo González     | 1956      |
| Juan Carlos Corazzo  | 1957-1958 |
| Enrique Lupiz        | 1958      |
| Emilio Pedutto       | 1959      |
| Julio Sagastume      | 1959      |
| Jacobo Jack          | 1960      |
| Alejandro Morales    | 1960      |
| Juan Carlos Taibo    | 1961-1962 |
| José Etchegoyen      | 1962-1963 |
| Enrique Lupiz        | 1963-1964 |
| Rafael Milans        | 1965-1967 |
| José Etchegoyen      | 1968      |
| William Martínez     | 1968      |
| Juan Carlos Corazzo  | 1969      |
| Segundo González     | 1969      |
| Juan Carlos Ranzone  | 1969      |
| Rodolfo Zamora       | 1970      |
| Raúl Bentancor       | 1971-1972 |
| Adhemar Casales      | 1972      |
| Carlos Silva Cabrera | 1973-1974 |
| Roberto Scarone      | 1975      |
| Raúl Bentancor       | 1975-1976 |
| Julio César Abbadie  | 1977      |
| Luis Cubilla         | 1977-1978 |

| Entrenador               | Período   |
| ------------------------ | --------- |
| Pedro Cubilla            | 1978      |
| Héctor Silva             | 1979      |
| Raúl Bentancor           | 1979      |
| Vito Fierro              | 1979      |
| Sergio Markarián         | 1980      |
| Raúl Bentancor           | 1981      |
| Walter Taibo             | 1981      |
| Ángel Brunell            | 1981      |
| Sergio Markarián         | 1982      |
| Luis Garisto             | 1983      |
| Óscar Washington Tabárez | 1984      |
| Raúl Bentancor           | 1985      |
| Ángel Traverso           | 1985-1986 |
| Luis Cubilla             | 1986-1987 |
| Ildo Maneiro             | 1988-1989 |
| Julio Comesaña           | 1990      |
| Miguel Ángel Piazza      | 1991      |
| Ildo Maneiro             | 1992-1993 |
| Rafael Perrone           | 1994      |
| Oscar Alfonso            | 1994      |
| Ildo Maneiro             | 1995      |
| Miguel Ángel Piazza      | 1996      |
| Ildo Maneiro             | 1997      |
| Miguel Ángel Piazza      | 1997      |
| Ángel Castelnoble        | 1998      |
| Jorge Fossati            | 1998-2001 |
| Daniel Martínez          | 2002      |
| Jorge Fossati            | 2002-2003 |
| Gregorio Pérez           | 2003      |
| Roberto Roo              | 2003      |

| Entrenador             | Período       |
| ---------------------- | ------------- |
| Manuel Keosseian       | 2003          |
| Gerardo Pelusso        | 2004-2005     |
| Gustavo Matosas        | 2006-2007     |
| Gustavo Dalto          | 2008          |
| Martin Lasarte         | 2008-2009     |
| Alejandro Garay        | 2009          |
| Jorge Giordano         | 2009-2010     |
| Sergio Markarián       | 2010          |
| Gustavo Matosas        | 2010          |
| Gustavo Díaz           | 2011          |
| Eduardo Acevedo        | 2011          |
| Daniel Sánchez         | 2011-2012     |
| Daniel Martínez        | 2012          |
| Juan Ramón Carrasco    | 2012          |
| Daniel Martínez        | 2012          |
| Leonardo Ramos         | 2013-2015     |
| Jorge Ramón Castelli   | 2015          |
| Luis González          | 2015-2016     |
| Pablo Gaglianone       | 2016          |
| Leonardo Ramos         | 2016          |
| Pablo Martin Rodríguez | 2017          |
| Gastón Machado         | 2017          |
| Roberto Roo            | 2017          |
| Pablo Peirano          | 2018          |
| Marcelo Méndez         | 2019          |
| Mauricio Larriera      | 2019          |
| Martín Adrián García   | 2020          |
| Leonardo Ramos         | 2020-2021     |
| Jorge Fossati          | 2021-2022     |
| Esteban Conde          | 2023          |
| Mario Saralegui        | 2023          |
| Alejandro Apud         | 2024-presente |

## Complejo deportivo
El club trabaja en la construcción de su nuevo complejo deportivo, de entrenamiento y concentración. Ya posee varios complejos destinados al fútbol juvenil, pero ahora está abocado a finalizar lo que llegará a ser un Centro de Alto Rendimiento para todas las categorías del club.[cita requerida]

## Palmarés
Nota: en negrita competiciones vigentes en la actualidad.
Torneos nacionales (14)
| Competición nacional                                     | Títulos                      | Subtítulos              |
| -------------------------------------------------------- | ---------------------------- | ----------------------- |
| Primera División de Uruguay (4)                          | 1988, 2004, 2006-07, 2013-14 | 1983, 2001, 2002        |
| Torneo Apertura (3)                                      | 2001, 2006 y 2013            | 2000, 2007, 2008 y 2011 |
| Torneo Clausura (3)                                      | 2002, 2004 y 2007            | 2001                    |
| Torneo Competencia (1)                                   | 1988                         |                         |
| Liguilla Pre-Libertadores de América (1)                 | 1983                         |                         |
| Torneo Clasificatorio (1)                                | 2004                         |                         |
| Copa de Honor Celeste Olímpica (1)                       | 2012                         |                         |
|                                                          |                              |                         |
| Segunda División Profesional (3)                         | 1947, 1960 y 1970            | 2021                    |
| Tercera División de Uruguay (Divisional Intermedia) (1): | 1943                         |                         |
| Cuarta División de Uruguay (Divisional Extra) (1):       | 1942                         |                         |

### Torneos internacionales amistosos
- Trofeo del Olivo (España) (1): 1989.
- Torneo Ciudad de Granada (España) (1): 1989.
- IV Memorial Massimino (Italia) (1): 2004.
- Team Estate (Italia) (1): 2004.
- Copa Ricard (1): 2007.
- Copa Microsules (Uruguay) (1): 2007.
- Copa Suat de Invierno (Uruguay) (1): 2012.[12]
- Noche Crema (Perú) (1): 2014.
- Copa Suat (Uruguay) (2):  2014, 2016.[13]
- Copa L. Malvarez (Serie Río de la Plata): 2023.

### Participación en torneos Internacionales oficiales
- Copa Libertadores (8): 1978, 1984, 1989, 2005, 2007, 2008, 2015, 2019.
- Copa Sudamericana (13): 2002, 2003, 2004, 2005, 2007, 2012, 2014, 2015, 2017, 2018, 2023, 2024, 2025.
- Copa Conmebol (4): 1992, 1993, 1994, 1997.

## Estadísticas en torneos internacionales

### Por competencia
| Torneo                       | TJ | PJ | PG | PE | PP | GF | GC  | DG  | Puntos |
| ---------------------------- | -- | -- | -- | -- | -- | -- | --- | --- | ------ |
| Copa Libertadores de América | 8  | 46 | 13 | 8  | 25 | 51 | 72  | -21 | 47     |
| Copa Sudamericana            | 13 | 35 | 8  | 12 | 15 | 36 | 47  | -11 | 36     |
| Copa Conmebol                | 4  | 10 | 2  | 6  | 2  | 10 | 12  | -2  | 12     |
| Total                        | 25 | 91 | 23 | 26 | 42 | 97 | 131 | -34 | 95     |

- Actualizado a la Copa Sudamericana 2025.

### Resultados por temporada
| Torneo                 | Ronda            | PJ | PG | PE | PP | GF | GC  | Dif. | Puntos |
| ---------------------- | ---------------- | -- | -- | -- | -- | -- | --- | ---- | ------ |
| Copa Libertadores 1978 | Fase de grupos   | 6  | 1  | 2  | 3  | 6  | 8   | -2   | 4      |
| Copa Libertadores 1984 | Fase de grupos   | 6  | 2  | 1  | 3  | 8  | 8   | 0    | 5      |
| Copa Libertadores 1989 | Semifinales      | 12 | 6  | 2  | 4  | 14 | 15  | -1   | 17     |
| Copa Conmebol 1992     | Octavos de final | 2  | 0  | 2  | 0  | 1  | 1   | 0    | 0      |
| Copa Conmebol 1993     | Octavos de final | 2  | 0  | 1  | 1  | 0  | 2   | -2   | 1      |
| Copa Conmebol 1994     | Octavos de final | 2  | 1  | 0  | 1  | 1  | 2   | -1   | 3      |
| Copa Conmebol 1997     | Cuartos de final | 4  | 1  | 3  | 0  | 8  | 7   | +1   | 5      |
| Copa Sudamericana 2002 | Segunda fase     | 2  | 0  | 1  | 1  | 1  | 3   | -2   | 1      |
| Copa Sudamericana 2003 | Primera fase     | 2  | 0  | 1  | 1  | 2  | 3   | -1   | 1      |
| Copa Sudamericana 2004 | Primera fase     | 2  | 0  | 1  | 1  | 2  | 3   | -1   | 1      |
| Copa Libertadores 2005 | Fase de grupos   | 6  | 2  | 1  | 3  | 9  | 8   | +1   | 7      |
| Copa Sudamericana 2005 | Fase preliminar  | 2  | 1  | 0  | 1  | 4  | 5   | -1   | 3      |
| Copa Libertadores 2007 | Primera fase     | 2  | 0  | 0  | 2  | 1  | 5   | -4   | 0      |
| Copa Sudamericana 2007 | Fase preliminar  | 2  | 0  | 2  | 0  | 2  | 2   | 0    | 2      |
| Copa Libertadores 2008 | Fase de grupos   | 6  | 1  | 1  | 4  | 5  | 9   | -4   | 4      |
| Copa Sudamericana 2012 | Fase preliminar  | 2  | 0  | 1  | 1  | 1  | 2   | -1   | 1      |
| Copa Sudamericana 2014 | Primera fase     | 2  | 0  | 1  | 1  | 3  | 5   | -2   | 1      |
| Copa Libertadores 2015 | Fase de grupos   | 6  | 1  | 0  | 5  | 4  | 14  | -10  | 3      |
| Copa Sudamericana 2015 | Primera fase     | 2  | 0  | 0  | 2  | 1  | 3   | -2   | 0      |
| Copa Sudamericana 2017 | Primera fase     | 2  | 1  | 0  | 1  | 3  | 3   | 0    | 3      |
| Copa Sudamericana 2018 | Primera fase     | 2  | 1  | 0  | 1  | 3  | 5   | -2   | 3      |
| Copa Libertadores 2019 | Segunda fase     | 2  | 0  | 1  | 1  | 4  | 5   | -1   | 1      |
| Copa Sudamericana 2023 | Fase de grupos   | 7  | 2  | 2  | 3  | 6  | 7   | -1   | 8      |
| Copa Sudamericana 2024 | Fase de grupos   | 7  | 3  | 2  | 2  | 6  | 4   | +2   | 11     |
| Copa Sudamericana 2025 | Fase Preliminar  | 1  | 0  | 1  | 0  | 2  | 2   | 0    | 1      |
| Total                  | -                | 91 | 23 | 26 | 42 | 97 | 131 | -34  | 95     |

### Torneos nacionales juveniles
- Campeonato Uruguayo Tercera división (8): 1955, 1965, 1986, 1998, 1999, 2001, 2002, 2006-07
- Campeonato Uruguayo Cuarta división (Sub 19) (10): 1952, 1981, 1986, 1993, 1994, 1998, 2004, 2005, 2016 y 2019.
- Campeonato Uruguayo Quinta división (Sub 17) (11): 1968, 1985, 1993, 1995, 1996, 1997, 1998, 2006, 2014, 2016 y 2023.
- Campeonato Uruguayo Quinta división Sub 16 (3): 2007, 2011, y 2015.
- Campeonato Uruguayo Sexta división (Sub 15) (10): 1981, 1984, 1992, 1993, 1994, 2003, 2004, 2005, 2007 y 2010.
- Campeonato Uruguayo Séptima división (Sub 14) (10): 1986, 1989, 1991, 1992, 1996, 1999, 2004, 2006, 2007, 2009.

## Datos estadísticos
Datos actualizados para la temporada 2023 inclusive
- Temporadas en Primera División: 73 (1948-1959 / 1961-1969 / 1971-2020 / 2022-presente)[14]
  - Debut: 1948
  - Mejor puesto en Primera División: Campeón (4 veces)
- Temporadas en Segunda División: 7 (1944-1947, 1960, 1970, 2021)
- Temporadas en Tercera División: 2 (1941, 1943)
- Temporadas en Cuarta División: 2 (1935, 1942)
- Mayor goleada conseguida: Danubio 9 - Progreso 1, Jardines del Hipódromo (2007-08)
- Más partidos disputados: Carlos Romero (411 partidos)
- Máximo goleador: Diego Perrone (72 goles)[15]
- Futbolistas con más títulos ganados: Jadson Viera y Pablo Lima Olid (8 títulos cada uno)
- Futbolistas con más campeonatos nacionales ganados: Jadson Viera (3 campeonatos).

## Baloncesto
En el año 2015 se creó una subcomisión para implementar esta disciplina en el club. Durante los años 2016 y 2017 compitió de forma amateur en la Liga de Basketball de Montevideo. A partir del año 2018 comenzó a participar en la FUBB en la Divisional Tercera de Ascenso y logró el ascenso al Torneo Metropolitano 2019.
Palmarés
- Vicecampeón 'DTA 2018'